# Веер, Артур Павлович
Артур Павлович Веер (8 марта 1947, Нижний Тагил, Свердловская область, РСФСР, СССР — 6 декабря 2013, Москва, Россия) — российский политик, депутат Государственной Думы ФС РФ первого созыва, работал руководителем департамента в Министерстве по делам федерации и национальностей РФ, руководителем постоянного представительства губернатора Свердловской области при президенте РФ.

## Биография
В 1966 году окончил Горно-металлургический техникум в Нижнем Тагиле. В 1976 году получил высшее техническое образование по специальности «технология машиностроения, станки и инструменты» на вечернем факультете Нижнетагильского филиала Уральского политехнического института.
Работал на Уралвагонзаводе термистом, был конструктором в тресте «Уралсантехмонтаж». С 1973 по 1987 год работал главным инженером, директором Нижнетагильского завода эмалированной посуды.
С 1976 по 1988 год был избран в депутаты городского и районного Совета депутатов. С 1987 по 1990 год работал в горисполкоме Нижнего Тагила заместителем председателя горисполкома, возглавлял плановую комиссию. С 1990 по 1993 год работал в администрации города Нижний Тагил в должности заместителя главы администрации.
В 1993 году избран депутатом Государственной думы I созыва от Нижнетагильского одномандатного избирательного округа № 163, был членом комитета по организации работы Государственной думы, входил в депутатскую группу «Новая региональная политика».
С 1996 по 1998 год работал представителем губернатора Свердловской области при Президенте РФ.
С 1998 по 2002 год работал в должности заместителя начальника департамента, начальником департамента Министерства по делам Федерации и национальностей, Министерства по делам Федерации, национальной и миграционной политике. С 2003 года работал на предприятии «Нефтегазстрой» заместителем директора.
Скончался 3 декабря 2013 года в Москве.